# John Soane

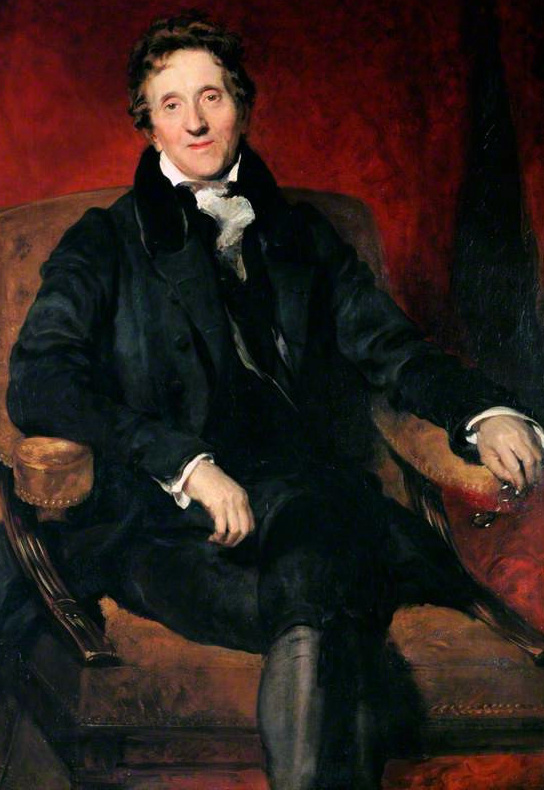
John Soane in un ritratto realizzato dal pittore inglese Thomas Lawrence (1769-1830)

Sir John Soane (Reading, 10 settembre 1753 – Londra, 20 gennaio 1837) è stato un architetto inglese.

## Biografia
Fu uno degli architetti di maggior rilievo del neoclassicismo inglese e utilizzò un linguaggio formale molto personale, superando, almeno in parte, il tradizionale neopalladianesimo inglese, in uno dei primi tentativi di superamento degli ordini classici.
Fu inoltre un importante collezionista e cultore dell'arte antica, anticipatore della museografia.

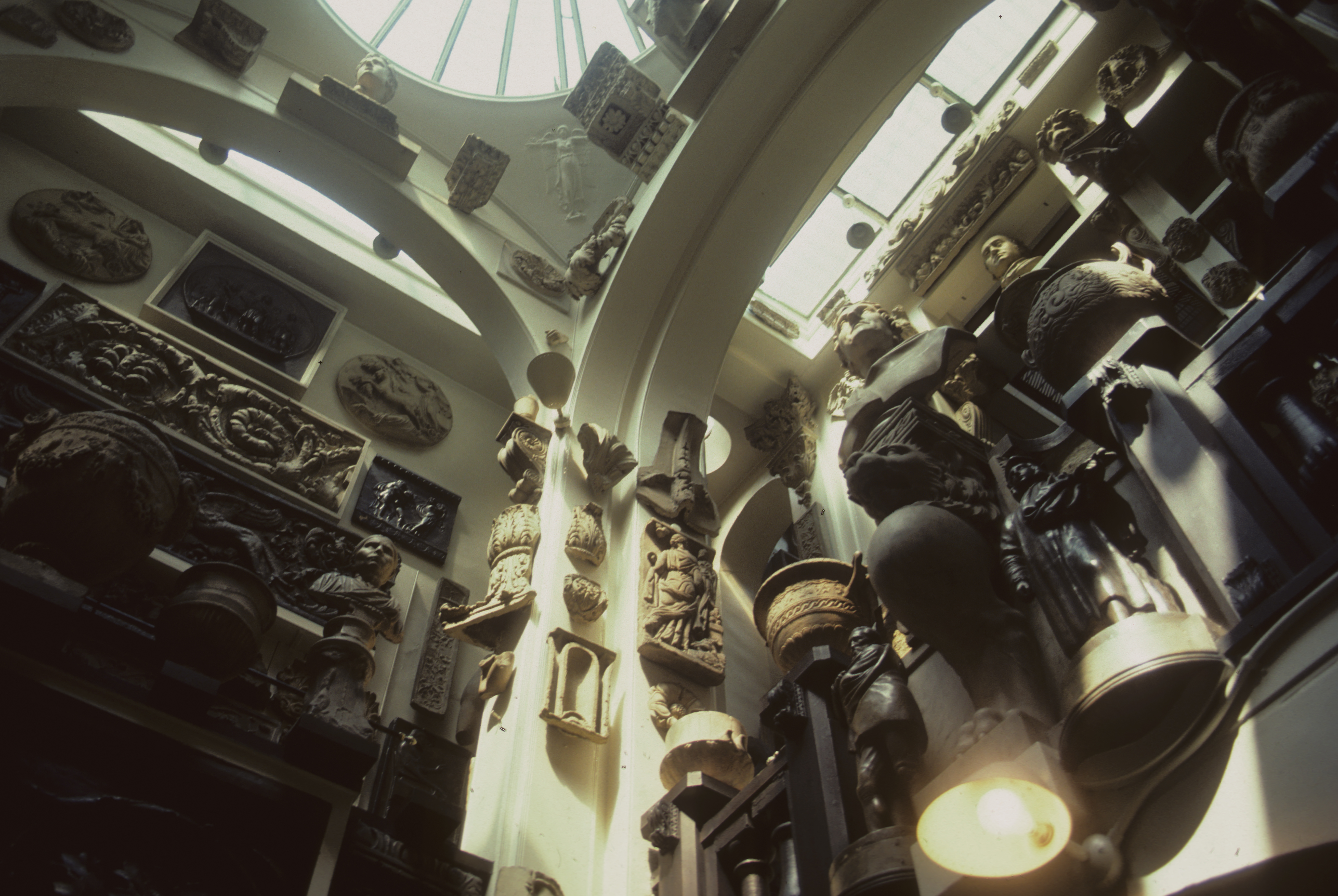
Una sala del Sir John Soane's Museum

Figlio di un mastro muratore, la sua formazione si svolse sotto George Dance e Henry Holland. Nel 1771 venne ammesso alla Royal Academy School, vincendo nel 1772 la medaglia d'argento della scuola per un disegno della Banqueting House, sulla quale interverrà nella maturità e nel 1776 vinse la medaglia d'oro un Triumphal Bridge. Dal 1777 soggiornò tre anni in Italia con una borsa di studio della Royal Academy e nel 1778 conobbe a Roma Giovan Battista Piranesi, verso la cui opera ebbe un atteggiamento complesso, traendone ispirazione per i suoi progetti ma lamentandone l'eccessivo arbitrio nei confronti del linguaggio classico.  La maggiore influenza sull'architettura di Soane, venne comunque dall'architettura funzionale e dal linguaggio semplificato del francese Claude-Nicolas Ledoux. 
Nel 1780 ritornò a Londra iniziando l'attività di architetto, venendo nominato nel 1788 Architect and Surveyor della Banca d'Inghilterra, incarico che mantenne fino alla morte. La collaborazione con l'importante istituzione portò a numerosi interventi succeduti negli anni che contribuirono alla costruzione di un grande complesso architettonico nella parte a Nord-Ovest del centro di Londra, oggi sostanzialmente scomparso.
Nel 1795 divenne membro della Royal Academy. Dal 1806 insegnò scultura presso la Royal Academy School di Londra, ed architettura a partire dal 1809, avendo come allievo, tra gli altri, David Laing.
Nel 1812-1813 lavorò sulla sua casa, al n. 13 di Lincoln's Inn Fields a Londra, a cui continuò a lavorare negli anni con continue trasformazioni fino a farla diventare un vero museo, lasciato alla collettività dopo la sua morte ed oggi conosciuto con il nome di Sir John Soane's Museum.
Fu nominato nel 1814 architetto addetto al Ministero per i lavori pubblici insieme a John Nash e Robert Smirke.
Le sue ultime opere furono: le stalle del Royal Hospital Chelsea (1814-17), dove la compattezza del prospetto è alleggerita da archi a tutto sesto, arretrati leggermente uno sull'altro; la chiesa di St Peter's a Walworth (1822); la casetta tipo villa di Pell Wall nello Staffordshire (1822-28); la sala da pranzo della residenza del Primo Ministro in Downing Street (1925); la Dulwich Picture Gallery a Londra, l'archetipo dei moderni musei d'arte.

## Opere

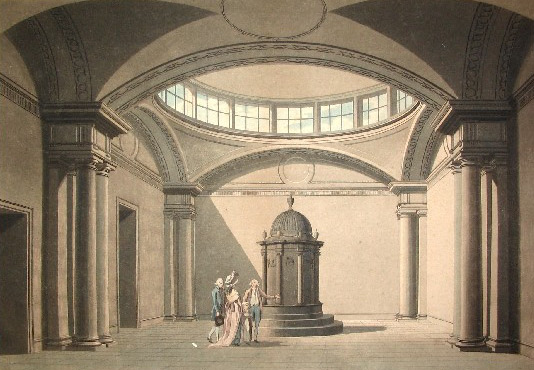
Banca d'Inghilterra, Broker’s Exchange(1791)

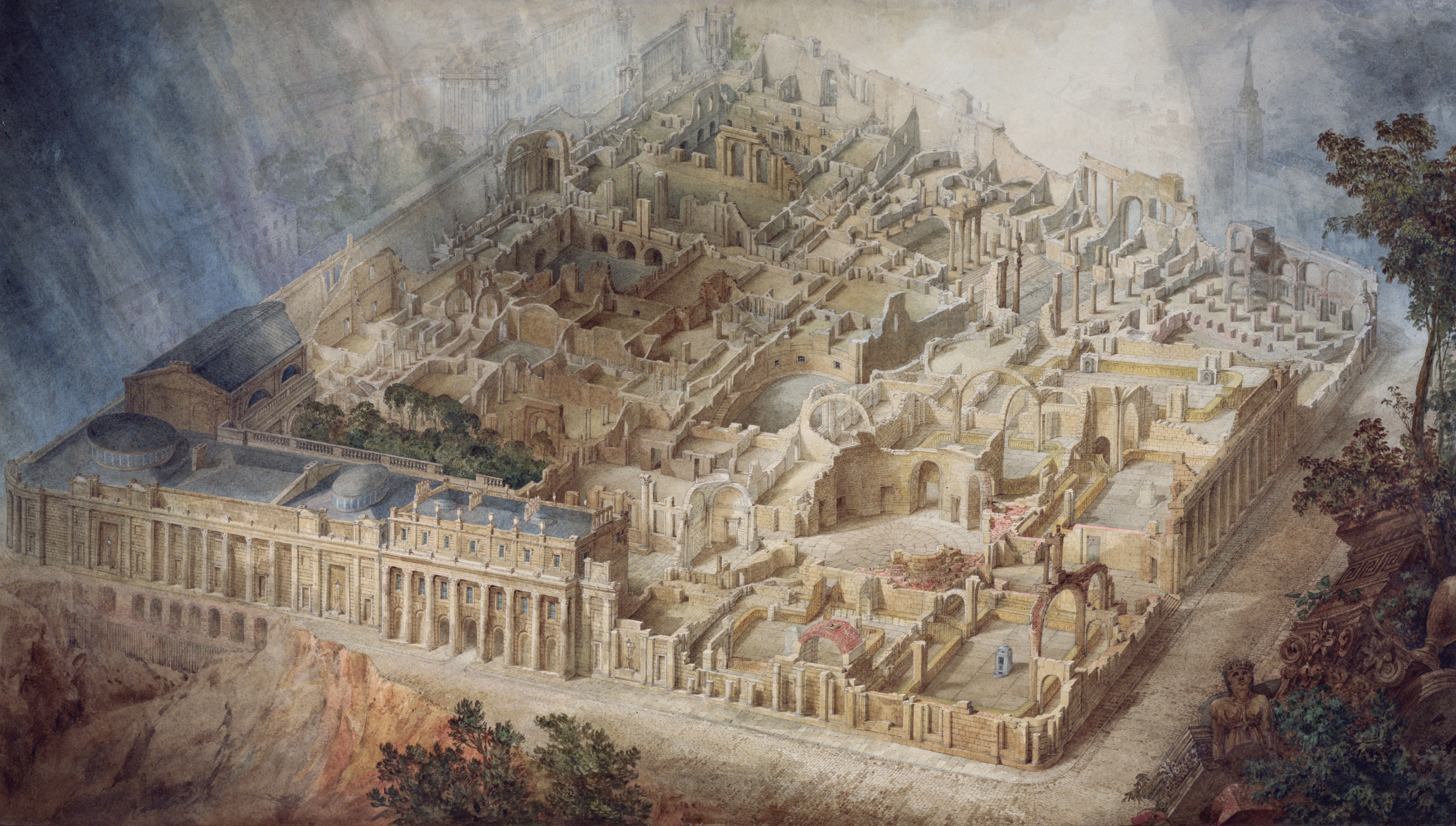
Vista aerea della Banca d'Inghilterra, sotto forma di rovine romane, J.M. Gandy, 1830

Soane fu uno degli architetti di maggior prestigio del suo periodo e fu un innovatore sia perché progettò edifici di tipologia inedita per l'epoca, come musei e banche, sia per l'uso di materiali innovativi (come il ferro e la pietra artificiale) e di impianti tecnici moderni, sia nello sperimentalismo nella conformazione degli spazi interni e della loro illuminazione, che Soane prevede spesso come proveniente dall'alto. Nella sua opera troviamo, coesistenti, suggestioni neogreche e neogotiche, anche se essa non può essere ricondotta semplicemente all'eclettismo.
Tutti i suoi progetti erano illustrati dagli straordinari disegni del fedele collaboratore John Michael Gandy.

### Banca d'Inghilterra
L'incarico per la banca fu la principale committenza di Soane per circa 45 anni e portò alla progressiva ridefinizione di un intero lotto urbano con valenza non solo architettonica ma anche urbanistica.
La collaborazione con l'importante istituzione cominciò con la costruzione dello Stock Office nel 1792 e delle murature sul lato che dà su Bartolomew Lane; proseguono, tra il 1794 ed il 1796 con la costruzione della Rotunda utilizzando, per quest'ultima, la forma circolare con cupola ribassata di ventisette metri di diametro, desunta dall'architettura romana e riducendo la decorazione a semplici fasce scanalate e a modanature diagrammatiche.
In questa fase fu anche edificata la Corte Lothbury, uno dei nove cortili interni del complesso edilizio, demolito nel periodo tra le due guerre.
Tra il 1808 ed il 1818 fu realizzato il Tivoli Corner il cui ordine era ispirato al Tempio di Vesta a Tivoli. Tra il 1823 e il 1826 ebbero luogo ulteriori lavori, soprattutto alla definizione esterna del complesso edilizio con facciate molto auliche, ma sostanzialmente cieche.

### Abitazione in Lincoln's Inn Fields

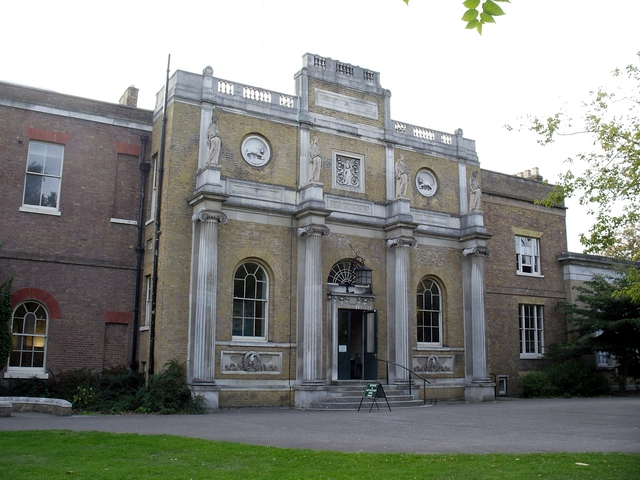
Pitshanger Manor

Nel 1812-1813 Soane realizzò la propria abitazione trasformando alcuni edifici residenziali posti in Lincoln's Inn Fields a Londra, oggi sede del Sir John Soane's Museum. Se l'esterno presenta una semplice stilizzazione, l'interno mostra in pianta una disposizione all'apparenza caotica. Grazie a vari accorgimenti, come l'illuminazione dall'alto, gli specchi che simulano ambienti più vasti, gli archi goticizzanti utilizzati per distaccare i soffitti dalle pareti, l'abitazione rientra nel tipico e coevo gusto pittoresco.
Nell'edificio, Soane raccolse una vasta ed eterogenea collezione d'arte e d'antichità che comprendeva quadri di Canaletto e William Hogarth, stampe di Piranesi, bronzi romani provenienti da Pompei, calchi di marmi antichi ed addirittura il sarcofago di Sethi I.
L'edificio divenne così quasi un'autobiografia in forma di casa, tanto che Soane descrisse le vicissitudini dei lavori in un libro.
Realizzò per sé anche una casa di campagna, Pitshanger Manor, a Ealing presso Londra (oggi nel Parco Walpole), trasformando dal 1800 al 1804 un edificio preesistente. Nell'edificio in cui conservava una collezione di quadri, Soane utilizzò molti dei suoi stilemi caratteristici: solai curvi, specchi, porte false, arredi in legno: nel giardino aveva realizzato finte rovine classiche, oggi non esistenti.

### Dulwich Picture Gallery

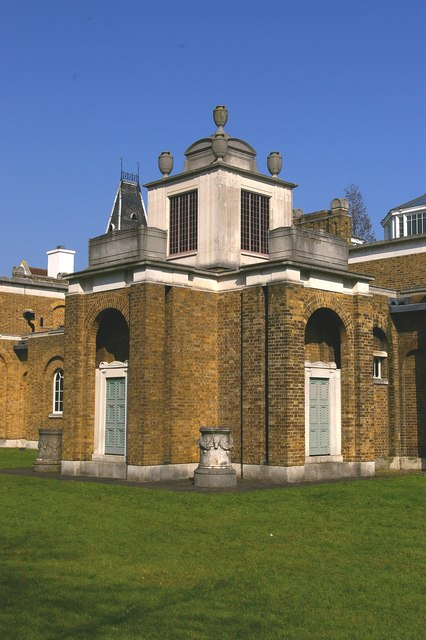
Dulwich Picture Gallery

La Dulwich Picture Gallery è un museo realizzato da Soane dal 1815 al 1817, a Dulwich, presso Londra, ed è probabilmente il primo museo d'arte pubblico d'Inghilterra e il primo edificio progettato e costruito a scopo espositivo. Fu realizzata in laterizio faccia a vista e la configurazione interna presenta l'illuminazione dall'alto delle sale, una delle caratteristiche del linguaggio architettonico di Soane, anticipatore della tipologia museale moderna.
L'esterno è scandito da lesene, con un accenno non riconoscibile di ordine classico, che trova qui uno dei primi tentativi di superamento.

### Altre opere
- Chillington Hall
- Cricket House, Somerset
- Freemasons' Hall, London
- Holy Trinity Church Marylebone
- Honing Hall, Norfolk
- Kelshall Rectory, Hertfordshire
- Moggerhanger House, Bedfordshire
- Pell Wall Hall, Market Drayton, Shropshire
- Piercefield House
- Royal Belfast Academical Institution
- The Royal Hospital, Chelsea
- St. John's Church, Bethnal Green
- St. Peter's Church, Walworth
- South Hill Park
- Tyringham Hall, Newport Pagnell, Buckinghamshire
- Wimpole Hall, Arrington, Royston, Cambridgeshire
- Wokefield Park
- Wotton House, Buckinghamshire